# Antonio Medellín
Antonio Medellín Mejía (Ciudad de México; 15 de abril de 1942 - Ciudad de México; 18 de junio de 2017) fue un actor mexicano de cine y televisión.

## Trayectoria

### Telenovelas
- Tres veces Ana (2016) .... Isidro Sánchez.
- Lo imperdonable (2015 - 2016) .... Juez.
- Que te perdone Dios (2015) .... Padre Francisco Ojeda Bernal.
- Por siempre mi amor (2013 - 2014) .... Rodolfo Alanís Noriega.
- Porque el amor manda (2012 - 2013) .... Pánfilo Pérez.
- La fuerza del destino (2011) .... Gran Jefe Seri.
- Cuando me enamoro (2010 - 2011) .... Isidro del Valle.
- Mi pecado (2009) .... Modesto Flores.
- Fuego en la sangre (2008) .... Fabio.
- Barrera de amor (2005 - 2006) .... Octavio Mendoza.
- Alborada (2005 - 2006) .... Fray Pablo.
- Contra viento y marea (2005) .... Faustino.
- Rubí (2004) .... Ignacio Cárdenas.
- Amarte es mi pecado (2004) .... Heriberto Reyes.
- Niña amada mía (2003) .... Pascual Criollo.
- María Belén (2001) .... Refugio "Don Cuco".
- Ramona (2000) .... Don Pablo de Asís.
- La jaula de oro (1997) .... Omar (†) Villano.
- La antorcha encendida (1996) .... José Antonio Torres.
- María la del barrio (1995 - 1996) .... Doctor Carreras.
- El vuelo del águila (1994 - 1995) .... Felipe Berriozábal.
- Muchachitas (1991 - 1992) .... Alfredo Flores.
- Ángeles blancos (1990 - 1991) .... Doctor Cardoso.
- Las grandes aguas (1989) .... Antonio Álvarez.
- La trampa (1988) .... Gastón
- Senda de gloria (1987) .... Luis N. Morones.
- El padre Gallo (1986 - 1987) .... Víctor.
- Esperándote (1985 - 1986) .... Federico Noriega.
- Bodas de odio (1983 - 1984) .... Francisco Torres Quintero (†) Villano principal.
- Vanessa (1982) .... Guillermo.
- Quiéreme siempre (1981 - 1982) .... Doctor Alejandro.
- Caminemos (1980 - 1981).
- María José (1978-1979) .... Henry Ford.
- Viviana (1978 - 1979) .... Roberto.
- Yo no pedí vivir (1977) .... César.
- El milagro de vivir (1975 - 1976).
- La caída de Tenochtitlán (1974) .... Cuauhtémoc
- El manantial del milagro (1974) .... Armando.
- Aquí está Felipe Reyes (1972) .... Felipe Reyes
- El amor tiene cara de mujer (1971 - 1973) .... Carlos García Iglesias.
- La recogida (1971) .... Luis Tejeda.
- La gata (1970 - 1971) .... Damián Reyes.
- La Constitución (1970) .... Luis Cabrera Lobato.
- Del altar a la tumba (1969) .... Perro.
- Secreto para tres (1969) .... Le Four
- Rubí (1968) .... Alejandro del Villar.
- Águeda (1968) .... Ismael.
- Los Caudillos (1968 - 1969) .... Guerrero.
- Atormentada (1967) .... Raúl Perales.
- El ídolo (1966)
- Vértigo (1966)
- Casa de huéspedes (1965) .... Alfredo.
- El dolor de vivir (1964)
- Juan José (1964)
- Siempre tuya (1964) .... Andrés.
- La fuerza del deseo (1963)
- El profesor Valdez (1962)

### Series
- S.O.S.:Sexo y otros secretos (2007) .... Don Tomás.
- La escuelita VIP .... Policía

### Cine
- ¿Nos traicionará el presidente? (1991)
- El hijo de Lamberto Quintero (1990)
- Aquel famoso Remington (1982)
- Missing (1982) .... Asistente Rojas.
- Mamá solita (1980).
- Hernán Cortés (1974)
- Pubertinaje (1971)
- Blue Demmon, destructor de espías (1968)
- Arrullo de Dios (1967)
- Su Excelencia (1966) .... Embajador de Karamba.
- Los tres farsantes (1965)

## Premios y nominaciones

### Premios TVyNovelas
| Año  | Categoría     | Telenovela    | Resultado |
| ---- | ------------- | ------------- | --------- |
| 1984 | Mejor villano | Bodas de odio | Nominado  |